# Let LF-109 Pionýr
Let LF-109 Pionýr byl československý cvičný dvoumístný kluzák (větroň) smíšené konstrukce vyráběný firmou Let Kunovice v letech 1950–1958.

## Vznik a výroba
Výroba prvního prototypu XLF-109 byla dokončena 28. února 1950. První let provedl 8. března 1950 Břetislav Roček v aerovleku za letounem C-106. Během testů akrobacie 13. března došlo k destrukci pravé poloviny křídla kdy při následné havárii B. Roček zahynul. Ještě v témže roce byl postaven druhý prototyp Pionýru, jehož konstrukce byla upravena podle připomínek vyšetřovací komise letecké nehody. Zálet byl proveden 6. prosince 1950 zkušebním pilotem Kládkem a do předání výcvikovému středisku ČSSL v Kralupech nad Vltavou dne 10. září 1951 vykonal celkem 115 letů v době 60 hodin.
První sériový LF-109 provedl premiérový let s pilotem Antonínem Vlasákem 14. června 1952. Společně s Karlem Dlouhým zalétavali kunovické LF-109 do konce srpna, od října je vystřídal otrokovický zkušební pilot Ladislav Šváb (počínaje výr. č. 32 imatrikulace OK-2224). První Pionýr (výr. č. 13, OK-2205) převzatý organizací DOSLET přelétla plachtařka Řezáčová 25. července 1952 na letiště Hůrky. Do konce roku převzali zástupci DOSLETu 43 exemplářů. Poslední kunovický Pionýr (výr. č. 220) zalétal L. Šváb 20. ledna 1954. Další objednávku na 200 kusů realizoval závod Avia n. p. Choceň (výr. č. 0101, OK-4001 až výr. č. 0920, OK-4200). Celkem bylo vyrobeno 220 kusů LF-109 v Letu Kunovice a 250 v Chocni, z tohoto počtu převzaly československé aerokluby 396 Pionýrů. Zbytek byl exportován do NDR, ČLR, BLR, Indonésie, Sýrie, Indie, Kanady, Egypta, MLR, Rakouska a SSSR.

## Popis konstrukce
Trup LF-109 tvořila příhradová konstrukce svařená z ocelových trubek potažená plátnem, přišitá k lehké dřevěné karoserii. V plátěném potahu byly kontrolní otvory uzavřené zipem. Do zadní části trupu se při obsazení dvěma piloty vkládalo dodatečné zatížení, které se při sólovém letu vyjímalo. Hlavní přední palubní deska obsahovala rychloměr Ry-251 do 250 km/h, výškoměr typ 159 do 10 km, zatáčkoměr se sklonoměrem, kompas typ 539 a variometr. Na zadní palubní desce byl rychloměr, výškoměr a zatáčkoměr. Řízení bylo dvojité pákové. Přistávací zařízení tvořilo nízkotlaké nebrzděné kolo o rozměru 350 × 150 mm umístěné za těžištěm. Odpružení o vysokém zdvihu zajišťovaly gumové provazce. Konec trupu chránila ostruha z ocelových plochých per. Celodřevěné křídlo bylo dělené, polosamonosné a jednonosníkové s profilem NACA 43012 A. Náběžná hrana tvořila s nosníkem skříň potaženou diagonálně kladenou překližkou. V každé polovině křídla byl umístěn šikmý pomocný nosník. Zadní část křídla byla potažena plátnem. Brzdicí klapky byly duralové. Diferencovaně ovládaná křidélka typu Frise byla celodřevěná a jejich zadní část tvořil plátěný potah. Ocasní plochy měly smíšenou konstrukci.

## Hlavní technické údaje
Údaje dle
- Rozpětí: 13,47 m
- Délka: 7,77 m

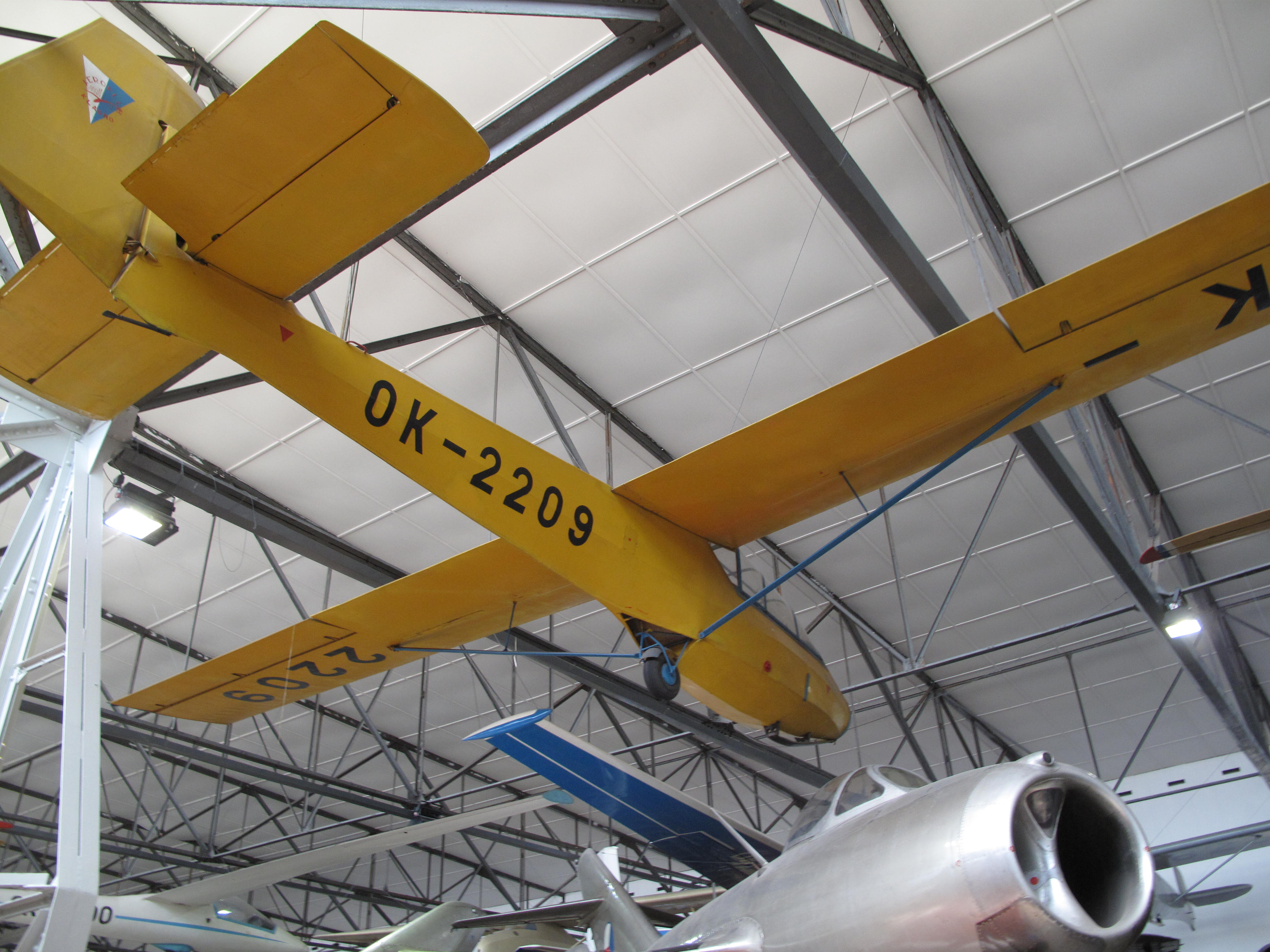
LF-109 Pionýr (OK-2209), Letecké muzeum Kbely

- Výška při postoji na ostruze: 1,64 m
- Výška při postoji na přední lyži: 2,36 m
- Štíhlost: 9
- Hloubka křídla u kořene: 1,50 m
- Hloubka křídla u konců: 1, 46 m
- Úhel vzepětí křídla: 2,5°
- Úhel seřízení k ose trupu: 5,1°
- Úhel šípu: 1,5°
- Nosná plocha: 20,20 m²
- Prázdná hmotnost: 235 kg
- Užitečné zatížení: 180 kg
- Hmotnost za letu při obsazení sólo: 326 kg
- Nejvyšší hmotnost za letu: 416 kg
- Max. hmotnost na jednotku plochy: 20,6 kg/m²
- Klouzavost při 80 km/h: 1:18,5
- Nejmenší klesavost při 62 km/h (416 kg): 1,06 m/s
- Minimální rychlost ve dvou: 52 km/h
- Minimální rychlost sólo: 46 km/h
- Maximální rychlost: 220 km/h
- Maximální rychlost v aerovleku: 120 km/h
- Maximální rychlost za navijákem : 100 km/h